# Highland Lake (Alabama)
Highland Lake és una població dels Estats Units a l'estat d'Alabama. Segons el cens del 2000 tenia 408 habitants.

## Demografia
Segons el cens del 2000, Highland Lake tenia 408 habitants, 164 habitatges, i 129 famílies. La densitat de població era de 96,6 habitants/km².
Dels 164 habitatges en un 29,3% hi vivien nens de menys de 18 anys, en un 72% hi vivien parelles casades, en un 4,3% dones solteres, i en un 21,3% no eren unitats familiars. En el 18,9% dels habitatges hi vivien persones soles el 6,7% de les quals corresponia a persones de 65 anys o més que vivien soles. El nombre mitjà de persones vivint en cada habitatge era de 2,49 i el nombre mitjà de persones que vivien en cada família era de 2,84.
Per edats la població es repartia de la següent manera: un 23,3% tenia menys de 18 anys, un 5,4% entre 18 i 24, un 27,2% entre 25 i 44, un 29,2% de 45 a 60 i un 15% 65 anys o més.
L'edat mediana era de 40 anys. Per cada 100 dones hi havia 96,2 homes. Per cada 100 dones de 18 o més anys hi havia 98,1 homes.
La renda mediana per habitatge era de 43.229 $ i la renda mediana per família de 48.750 $. Els homes tenien una renda mediana de 34.750 $ mentre que les dones 28.333 $. La renda per capita de la població era de 25.829 $. Cap de les famílies i el 3,5% de la població estaven per davall del llindar de pobresa.

## Poblacions properes
El següent diagrama mostra les poblacions més properes.